# Thornton, Lancashire
Thornton är en ort i distriktet Wyre, i grevskapet Lancashire, i England. Orten hade 19 265 invånare år 2021. Thornton var en civil parish 1866–1974. Byn nämndes i Domedagsboken (Domesday Book) år 1086, och kallades då Torentun.